# Barry Jackson
Barry Jackson (Birmingham, 29 maart 1938 – Londen, 5 december 2013), was een Engelse acteur die het meest bekend is door zijn rol als Dr. George Bullard in de bekende Engelse politieserie Midsomer Murders, een rol die hij eenenvijftig keer speelde. Verder trad hij op in meer dan zestig films en televisieproducties.

## Filmografie

### Filmrollen
- Ryan's Daughter
- Barry Lyndon
- Wimbledon

### Televisierollen
- Play for Today
- A for Andromeda
- The Mask of Janus
- Adam Adamant Lives!
- Doctor Who
- Z Cars
- Dixon of Dock Green
- The Troubleshooters
- Doomwatch
- Poldark, Oil Strike North
- The New Avengers
- Secret Army
- Blake's 7
- The Professionals
- Coronation Street
- Enemy at the Door
- All Creatures Great and Small
- Minder
- Bergerac
- Lovejoy
- Casualty
- Peak Practice
- Silent Witness
- Kavanagh QC
- The Bill
- A Touch of Frost
- Holby City
- Heartbeat
- Midsomer Murders